# Gary Stretch
Gary Stretch (* 4. November 1968 in St. Helens, Merseyside) ist ein britischer Schauspieler und Filmproduzent.

## Leben

### Karriere
In den 1990er Jahren arbeitete Stretch hauptsächlich als Boxer in der Gewichtsklasse Mittelgewicht. Er konnte mehrere Erfolge erstreiten, so etwa den Gewinn der nationalen Boxmeisterschaft in England. Auch als Model konnte sich Stretch, der den Ruf eines Glamour-Boys des Boxens innehatte, durchsetzen und erwarb sich damit eine durchgehende Medienpräsenz.
Seine Premiere als Filmschauspieler feierte er 1994 mit dem Kurzfilm Tis a Gift to Be Simple. Noch im selben Jahr wirkte er in dem Thriller Handschrift des Todes und in der Serie Acapulco H.E.A.T. mit. Von 1996 an war er zwei Jahre lang für die Fernsehserie Profiler engagiert. In dem Monumentalfilm Alexander von Oliver Stone spielte Stretch als Kleitos 2004 seine bis dato bekannteste Rolle an der Seite von Colin Farrell.

### Privates
Stretch war von 1998 bis 2001 mit der puerto-ricanischen Schauspielkollegin Roselyn Sánchez verheiratet.

## Filmografie (Auswahl)
als Regisseur
- 2015: Safest Place on Earth
- 2016: Faith
- 2019: The Ronda Rousey Story: Through My Father’s Eyes (Through My Father’s Eyes)

als Schauspieler
- 1994: Tis a Gift to Be Simple (Kurzfilm)
- 1994: Acapulco H.E.A.T. (Fernsehserie, Folge 1x19 Schachmatt – Teil 1)
- 1994: Handschrift des Todes (Dead Connection)
- 1996–1998: Profiler (Fernsehserie, 3 Folgen)
- 1997: Infidelity/Hard Fall
- 1997: Geschäft mit der Lust (Business for Pleasure, Fernsehfilm)
- 1999: Im Auge des Sturms – Der braune Hengst in Gefahr (Shergar)
- 2001: Dead Dogs Lie
- 2003: Final Combat
- 2003: Eine gute Nacht zum Sterben (A Good Night to Die)
- 2004: Blutrache – Dead Man’s Shoes (Dead Man’s Shoes)
- 2004: Alexander
- 2005: Kill Charlie (Kurzfilm)
- 2005: The King Maker
- 2006: World Trade Center
- 2007: Afghanistan – Die letzte Mission (Afghan Knights)
- 2007: The Commander: Windows of a Soul (Fernsehfilm)
- 2008: Tied in Knots
- 2008: Freebird – Was für ein Trip! (Freebird)
- 2008: Deadwater
- 2009: The Last Supper (Kurzfilm)
- 2010: The Heavy – Der letzte Job (The Heavy)
- 2010: Baseline
- 2010: Mega Shark vs. Crocosaurus
- 2012: Girl from the Naked Eye (The Girl from the Naked Eye)
- 2012: Green Is Red (Kurzfilm)
- 2012: Savages
- 2012: Yellow
- Seit 2012: Girls of Sunset Place (Fernsehserie)
- 2013: Jurassic Attack

als Produzent
- 2001: Dead Dogs Lie
- 2003: Eine gute Nacht zum Sterben (A Good Night to Die)

## Auszeichnungen

### Nominierung
- 2004: British Independent Film Award als bester Nebendarsteller für Dead Man's Shoes

### Gewonnen
- 2002: Copper Wing Award für Dead Dogs Lie